# Beothukus complicatus
Beothukus complicatus är en nattsländeart som först beskrevs av Banks 1924.  Beothukus complicatus ingår i släktet Beothukus och familjen broknattsländor. Inga underarter finns listade i Catalogue of Life.